# Козловка (Саратовский район)
Козловка — деревня в Саратовском районе Саратовской области России. С 1 января 2022 года входит в состав городского округа Саратова.

## Физико-географическая характеристика
Деревня Козловка располагается на севере Саратовского района, в 13 километрах от административного центра поселения села Шевыревка, в 32 километрах от областного центра города Саратова. Деревня располагается на берегу реки Волга, с которого открывается живописный вид на разлив. Не имеет видимых границ с селом Сабуровка. 
Климат
Климат в Козловке умеренно-холодный со значительным количеством осадков. Даже в засушливый месяц наблюдается много дождя (согласно классификации климатов Кёппена — Dfa). Среднегодовая температура в этой деревне - 6.8 °C. 444 mm - среднегодовая норма осадков. Самый засушливый месяц - Март с осадками 26 mm. Большая часть осадков здесь выпадает в Июле, в среднем 43 mm.
Часовой пояс
деревня Козловка, как и вся Саратовская область, находится в часовой зоне МСК+1. Смещение применяемого времени относительно UTC составляет +4:00.
Уличная сеть
В деревне четыре улицы: Луговая, Торновая, Набережная, Полевая.

## Население
| 2010 |
| ---- |
| 58   |

На 1 января 2019 года в деревне проживало 48 человек, насчитывается 19 дворов.

## Инфраструктура
Деревня полностью газифицирована.